# ジェイレン・ラムジー
ジェイレン・ラムジー（Jalen Ramsey, 1994年10月24日 - ）は、アメリカ合衆国テネシー州スマーナ出身のプロアメリカンフットボール選手。NFLのピッツバーグ・スティーラーズに所属している。ポジションはコーナーバック。

## 経歴

### カレッジ
フロリダ州立大学でカレッジフットボールと陸上競技をプレーした。2013年に、フレッシュマンとして14試合に先発出場した。これは1985年のディオン・サンダース以来の出来事であった[13][14。このシーズン、ラムジーは背番号13番を着用していたが、その後2年目のシーズンから8番に変更した。2015シーズンには、オールアメリカンチームに選出された。3年目のシーズン終了後、4年目のシーズンを見送ってNFLドラフトにエントリーした。
陸上競技では、リレーと走り幅跳びの選手として活躍した。2013年シーズンには、フロリダ州立大学のメンバーとして3度オールACCに選出された。2015年5月に、26フィート1.5インチ（7.96m）の跳躍を記録してACCの走り幅跳びで優勝した。これは、2016年の米国オリンピックチームトライアルの出場資格記録にわずか3インチ不足していただけであった。

#### 大学時代の通算成績
| ジャレン・ラムジー | ジャレン・ラムジー | ジャレン・ラムジー | タックル | タックル     | タックル | インターセプト   | インターセプト | ファンブル |
| 年度               | 大学               | 出場               | 合計     | ロスタックル | サック   | パスディフェンス | インターセプト | フォース   |
| ------------------ | ------------------ | ------------------ | -------- | ------------ | -------- | ---------------- | -------------- | ---------- |
| 2013               | フロリダ州立大学   | 14                 | 49       | 2.0          | 1.0      | 1                | 1              | 1          |
| 2014               | フロリダ州立大学   | 14                 | 80       | 10.0         | 3.0      | 12               | 2              | 3          |
| 2015               | フロリダ州立大学   | 13                 | 52       | 3.5          | 1.0      | 9                | 0              | 0          |
| 計                 | 計                 | 41                 | 181      | 15.5         | 5.0      | 22               | 3              | 4          |

### ジャクソンビル・ジャガーズ
2016年のNFLドラフトでジャクソンビル・ジャガーズから1巡目全体5位で指名され入団した。
2016年、入団直後からNFLでもトップレベルのコーナーバックとなり、第16週のテネシー・タイタンズ戦ではマット・キャッセル相手にインターセプトリターンタッチダウンを記録し、この週の守備部門の週間MVPに選ばれた。またこのシーズンはオールルーキーチームに選出された。

2017年はキャリア初となるプロボウルに出場し、オールプロに選出されたほか、10年ぶりとなるジャガーズのプレーオフ出場に貢献した。
2018年シーズンは65タックル・3インターセプトという成績を残し、2年連続でプロボウルに選出された。プロボウルではヒューストン・テキサンズのQBデショーン・ワトソンのパスをレシーブし、タッチダウンを挙げた。
2019年シーズン、開幕前にルーキー契約の5年目オプションの行使が発表された。しかし起用法を巡りジャガーズのコーチ陣との対立があり、トレード移籍を要求した。

### ロサンゼルス・ラムズ
2019年10月16日に2020年と2021年ドラフト1巡目指名権および2021年ドラフトの4巡目指名権とのトレードでロサンゼルス・ラムズに移籍した。
第16週のサンフランシスコ・フォーティナイナーズ戦では移籍後初インターセプトを挙げた。
2020年にはラムズと延長契約に合意し、当時のリーグのディフェンシブバックでは史上最高額となる5年1億500万ドルでの契約を果たした。第4週のニューヨーク・ジャイアンツ戦では、試合後にラムジーの親戚にあたるゴールデン・テイトと諍いを起こし、罰金を科された。このシーズンは15試合に出場し、44タックルを記録した。また2017年以来となるオールプロ1stチームに選出された。
2021年は77タックル・4インターセプトを記録した。チームも第56回スーパーボウルで優勝し、チャンピオンリングを獲得した。また2年連続でオールプロ1stチーム入りし、NFLトップ100では自己最高位となる9位にランクインした。
2022年はシーズン開幕前に肩の手術を行った。シーズンではキャリアハイとなる88タックルを記録したほか、4インターセプト・2サック・3ファンブルフォースを記録した。

### マイアミ・ドルフィンズ
2023年3月15日にハンター・ロング、2023年のドラフト3巡目指名権とのトレードで、マイアミ・ドルフィンズへ移籍した。
7月28日に左膝の半月板を負傷して開幕から7試合を欠場するも、第8週のニューイングランド・ペイトリオッツ戦で復帰した。第11週のラスベガス・レイダース戦では後半に2つのインターセプトを記録して20-13の勝利に貢献し、AFCの週間最優秀守備選手に選ばれた。
2024年9月7日、ドルフィンズと2028年シーズンまでの3年総額7,230万ドルの契約延長に合意した。年俸2,410万ドルはパトリック・サーテイン2世を上回ってコーナーバックとしては当時史上最高額となった。

### ピッツバーグ・スティーラーズ
2025年6月30日、ミンカ・フィッツパトリック、2027年のドラフト5巡指名権とのトレードで、ジョンヌ・スミス、2027年ドラフト7巡指名権と共にピッツバーグ・スティーラーズへ移籍した。

## 詳細情報

### 年度別成績

#### レギュラーシーズン
| 年度     | チーム   | 背 番 号 | 試合 | 試合 | タックル | タックル | タックル | タックル | インターセプト     | インターセプト  | インターセプト  | インターセプト       | インターセプト | インターセプト | ファンブル | ファンブル |
| 年度     | チーム   | 背 番 号 | 出場 | 先発 | 合計     | ソロ     | アシスト | サック   | パス ディフ ェンス | インター セプト | リターン ヤード | 平均 リターン ヤード | 最長 リターン  | TD             | フォ ース  | リカ バー  |
| -------- | -------- | -------- | ---- | ---- | -------- | -------- | -------- | -------- | ------------------ | --------------- | --------------- | -------------------- | -------------- | -------------- | ---------- | ---------- |
| 2016     | JAX      | 20       | 16   | 16   | 65       | 55       | 10       | 0.0      | 14                 | 2               | 65              | 32.5                 | 35T            | 1              | 1          | 0          |
| 2017     | JAX      | 20       | 16   | 16   | 63       | 52       | 11       | 0.0      | 17                 | 4               | 34              | 8.5                  | 18             | 0              | 0          | 0          |
| 2018     | JAX      | 20       | 16   | 16   | 65       | 62       | 3        | 0.0      | 13                 | 3               | 0               | 0.0                  | 0              | 0              | 0          | 0          |
| 2019     | JAX      | 20       | 3    | 3    | 17       | 13       | 4        | 0.0      | 1                  | 0               | 0               | 0.0                  | 0              | 0              | 1          | 0          |
| 2019     | LAR      | 20       | 9    | 8    | 33       | 31       | 2        | 0.0      | 4                  | 1               | 13              | 13.0                 | 13             | 0              | 1          | 0          |
| 2020     | LAR      | 20       | 15   | 15   | 44       | 36       | 8        | 0.0      | 9                  | 1               | 2               | 2.0                  | 2              | 0              | 0          | 0          |
| 2021     | LAR      | 5        | 16   | 16   | 77       | 62       | 15       | 0.0      | 16                 | 4               | 41              | 10.3                 | 25             | 0              | 1          | 0          |
| 2022     | LAR      | 5        | 17   | 17   | 88       | 64       | 24       | 2.0      | 18                 | 4               | 53              | 13.3                 | 28             | 0              | 2          | 1          |
| 2023     | MIA      | 5        | 10   | 10   | 22       | 18       | 4        | 0.0      | 5                  | 3               | 52              | 17.3                 | 49             | 0              | 0          | 0          |
| 2024     | MIA      | 5        | 17   | 17   | 60       | 39       | 21       | 1.0      | 11                 | 2               | 7               | 3.5                  | 7              | 0              | 0          | 0          |
| NFL：9年 | NFL：9年 | NFL：9年 | 135  | 134  | 534      | 432      | 102      | 3.0      | 108                | 24              | 267             | 11.1                 | 49             | 1              | 6          | 2          |

- 2024年度シーズン終了時
- 太字は自身最高記録

### ポストシーズン
| 年度 | チーム | 試合 | 試合 | タックル | タックル | タックル | タックル | インターセプト     | インターセプト  | インターセプト  | インターセプト       | インターセプト | インターセプト | ファンブル | ファンブル |
| 年度 | チーム | 出場 | 先発 | 合計     | ソロ     | アシスト | サック   | パス ディフ ェンス | インター セプト | リターン ヤード | 平均 リターン ヤード | 最長 リターン  | TD             | フォ ース  | リカ バー  |
| ---- | ------ | ---- | ---- | -------- | -------- | -------- | -------- | ------------------ | --------------- | --------------- | -------------------- | -------------- | -------------- | ---------- | ---------- |
| 2017 | JAX    | 3    | 3    | 8        | 7        | 1        | 0.0      | 1                  | 1               | 2               | 2.0                  | 2              | 0              | 0          | 0          |
| 2020 | LAR    | 2    | 2    | 7        | 4        | 3        | 0.0      | 1                  | 0               | 0               | 0.0                  | 0              | 0              | 0          | 0          |
| 2021 | LAR    | 4    | 4    | 13       | 11       | 2        | 0.0      | 4                  | 0               | 0               | 0.0                  | 0              | 0              | 0          | 0          |
| 2023 | MIA    | 1    | 1    | 5        | 4        | 1        | 0.0      | 1                  | 0               | 0               | 0.0                  | 0              | 0              | 0          | 0          |
| 計   | 計     | 10   | 10   | 33       | 26       | 7        | 0.0      | 7                  | 1               | 2               | 2.0                  | 2              | 0              | 0          | 0          |

- 2024年度シーズン終了時
- 太字は自身最高記録
- ■はスーパーボウル制覇